# Uwe Johnson-Gesellschaft
Die Uwe Johnson-Gesellschaft ist eine literarische Gesellschaft mit Sitz in Rostock. Sie schreibt ihren Namen in der gleichen Weise wie Uwe Johnson Vergleichbares in seinen Texten, also ohne Bindestrich zwischen Vornamen und Namen.

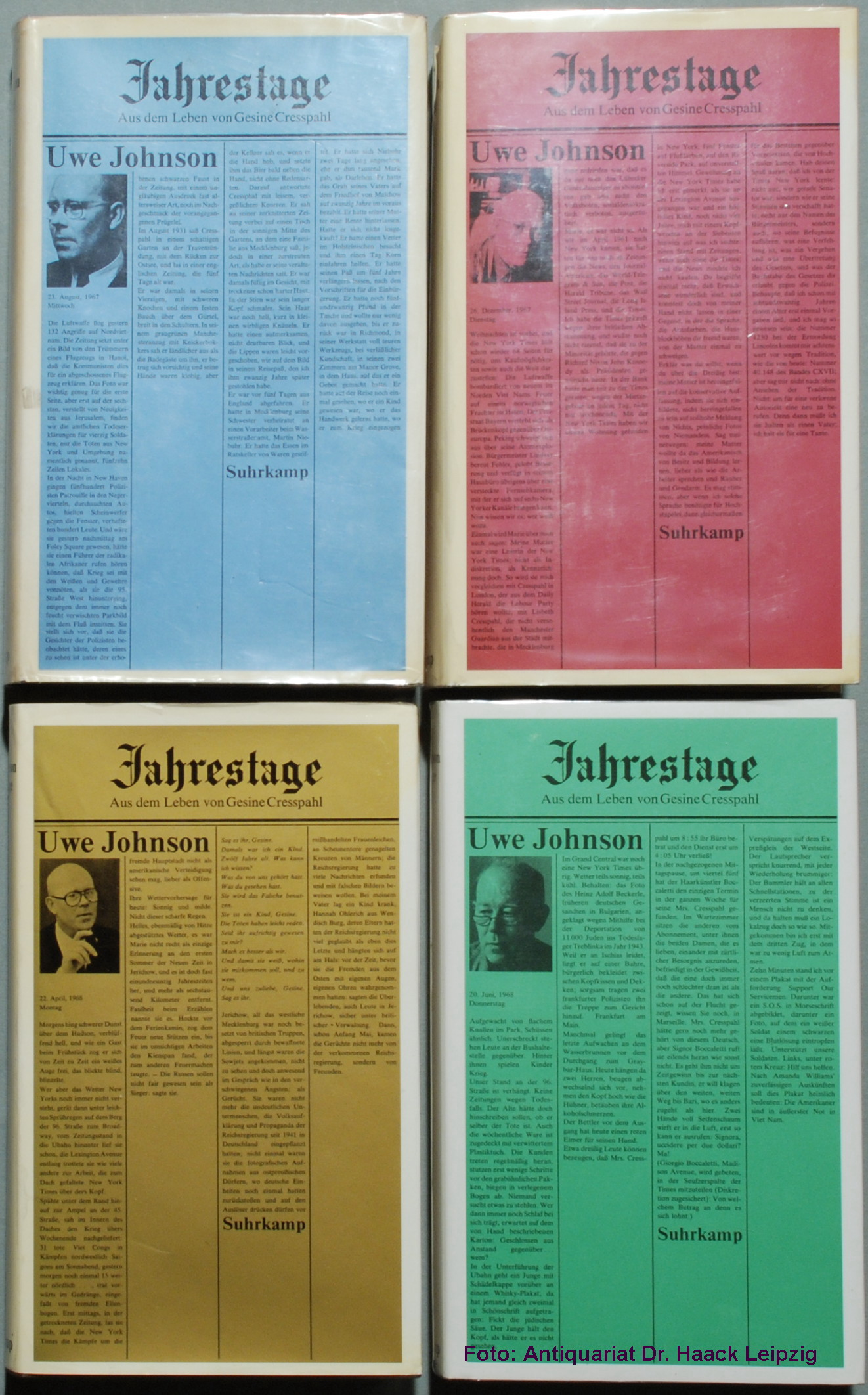
Uwe Johnsons Hauptwerk Jahrestage

## Gründung und Ziele
Die Gesellschaft wurde am 26. Februar 2010 auf Initiative des Germanisten Holger Helbig und des Unternehmers Ulrich Fries als gemeinnütziger Verein gegründet. Die Gesellschaft möchte die Beschäftigung mit Leben und Werk des Schriftstellers Uwe Johnson fördern. Sie will zur Bewahrung und vertieften Kenntnis seiner Romane und Schriften beitragen und Johnsons literarisches Erbe im kulturellen Leben zur Geltung bringen.
Dies geschieht insbesondere durch Herausgabe des Johnson-Jahrbuchs sowie wissenschaftliche und literarische Veranstaltungen. Geplant ist insbesondere eine Werkausgabe des Dichters. Die Gesellschaft möchte außerdem das kulturelle Leben Mecklenburg-Vorpommerns bereichern und dabei vor allem zu Rostocks Bedeutung als Literaturstadt beitragen.
Unterstützt von der Universität Rostock, insbesondere von der dort eingerichteten Uwe Johnson-Stiftungsprofessur und deren Inhaber Holger Helbig, arbeitet die Gesellschaft eng mit dem Suhrkamp Verlag und dem Deutschen Literaturarchiv Marbach zusammen. Dem Vorstand gehören seit 2010 Ulrich Fries, Holger Helbig und Andreas Tesche an.
Vom 27. bis 30. Mai 2010 fand im Rostocker Rathaus eine internationale Tagung zum Thema Identität des Autors zweifelhaft. Uwe Johnson. Werk und Leben statt mit Johnson-Experten und -Lesern aus England, den USA, Italien, den Niederlanden, der Schweiz und Deutschland, während der die erste Mitgliederversammlung des Vereins abgehalten wurde. Die Gründung der Gesellschaft wurde von zahlreichen regionalen und überregionalen Medien begrüßt.
Dem 3. Internationalen Doktorandenworkshop der Uwe Johnson-Gesellschaft in Rostock vom 17. bis 19. Juni 2015 mit dem Thema Vertrauen auf die Neugier der Leser folgte ebenfalls in Rostock ein Workshop mit Studierenden und Doktoranden der Waseda-Universität Tokio zu Identität und Sprache. Studien zum Kanon der Gegenwart am 22. Juni 2015.
Martin Reimer war von der Gründung bis Ende 2015 Geschäftsführer der Gesellschaft, ihm folgte 2016 Uva Piterane. Sie hatte Germanistik studiert und vor ihrer Geschäftsführertätigkeit an der Uwe-Johnson-Werkausgabe mitgearbeitet.

## Johnson-Jahrbuch
Mit dem Jahrgang 2010 geht das Johnson-Jahrbuch in die Trägerschaft der Uwe Johnson-Gesellschaft über und erscheint in ihrem Auftrag im Wallstein Verlag. Das Jahrbuch wurde 1994 von Ulrich Fries und Holger Helbig begründet. Es bildet den aktuellen Stand der internationalen Johnson-Forschung ab. Seit 2001 wurde es von Irmgard Müller mit herausgegeben, 2004 übernahm Michael Hofmann die Herausgeberschaft. Seit Herbst 2010 wird das Johnson-Jahrbuch von Bernd Auerochs, Ulrich Fries, Holger Helbig und Katja Leuchtenberger herausgegeben. Die in der Regel um 300 Seiten umfassenden Jahrbücher enthalten Beiträge in den Rubriken „Johnsoniana“, literaturwissenschaftliche „Aufsätze“ und „Kritik“ sowie „Gesellschaft“ mit Berichten aus der Uwe Johnson-Gesellschaft.